# Нюендейк (Південна-Голландія)
Нюендейк (нід. Nieuwendijk) — селище в нідерландській провінції Південна Голландія. Входить до муніципалітету Гуксе-Вард. Наразі у селищі нараховується близько 150 будинків.